# Jacques Yerna
Jacques Yerna  (Luik,  24 november 1923 - aldaar,  11 maart 2003) was een Belgisch-Waals  syndicalist, journalist en politicus. 

## Levensloop
Zijn afkomst  (zijn vader was arbeider en zijn moeder de dochter van een Gents bediende) ligt aan de oorsprong van zijn politiek engagement. In 1947 studeert hij af aan de Universiteit van Luik als licentiaat in de economische wetenschappen. Enkele maanden later wordt hij aankoper bij de Grand Bazar.
In  1949 komt hij in dienst bij de nieuwe dienst  "ondernemingsraden" van het  Algemeen Belgisch Vakverbond (ABVV). Hij neemt als  syndicalist deel aan de vergaderingen van het  bureau van de vakbondsstudies, onder leiding van Henri Janne  aan de Université Libre de Bruxelles (ULB), die  het in de praktijk brengen van de door André Renard voorgestelde hervormingen, nastreeft.  
Jacques Yerna schrijft veel artikels in diverse progressieve dagbladen. Hij was directielid van  La Gauche (met de 
éminence grise, de  marxistische economist Ernest Mandel) en van La Wallonie. Na een editoriaal uit 1956, waarin hij de  metallurgisten op de korrel neemt, omdat zij de mijnwerkers niet steuden bij de staking in de  Borinage, krijgt hij zijn ontslag. 
Zoals Paul Delforge van het Instituut Jules Destrée stelt, is Jacques Yerna voorstander van een federalisme, verbonden  aan een socialistisch project
Wallonië. Hij neemt deel aan alle acties die de bewustwording steunen van een Waalse macht van 1962 tot 1963. Door zijn gehechtheid aan het federalisme wordt  hij aangevallen door de  Belgische Socialistische Partij (PSB). Na de "affaire de Chaudfontaine" (het aanplakken van pro-Waalse affiches in het stadje Chaudfontaine in 1964), verlaat hij de partij om zich volledig te wijden aan de Mouvement populaire wallon, waarvan hij in opvolging van André Renard voorzitter is geworden. 
Drie jaar later wordt hij opnieuw lid van de PSB , waar hij militeert voor een toenadering van de Waalse federaties van de partij en van de vakbond.  Yerna steunt alle initiatieven die een vereniging van de Waalse progressisten  tot doel hebben. In 1978 publiceert hij met Ernest Glinne een manifest waarin hij zijn ideologische overtuiging uitdraagt. Tot zijn dood blijft Jacques Yerna actief op politiek vlak. Zo steunt hij in 1996 de oprichting van de Coordination antifasciste de Belgique en was hij voorzitter van het Rassemblement Liégeois pour la Paix tot 2002.
- International Standard Name Identifier: 0000 0000 3170 6285
- Library of Congress Control Number: n94028297
- Nederlandse Thesaurus van Auteursnamen: 093646895
- Système universitaire de documentation: 250530082
- Virtual International Authority File: 60771345
- WorldCat: E39PBJvtbWKyFCgTtp4CpF9JjC